# Nerax pachychaeta
Nerax pachychaeta là một loài ruồi trong họ Asilidae. Nerax pachychaeta được Bromley miêu tả năm 1928.